# Jervis Bay (Bucht)
Koordinaten: 35° 5′ 4″ S, 150° 43′ 55″ O

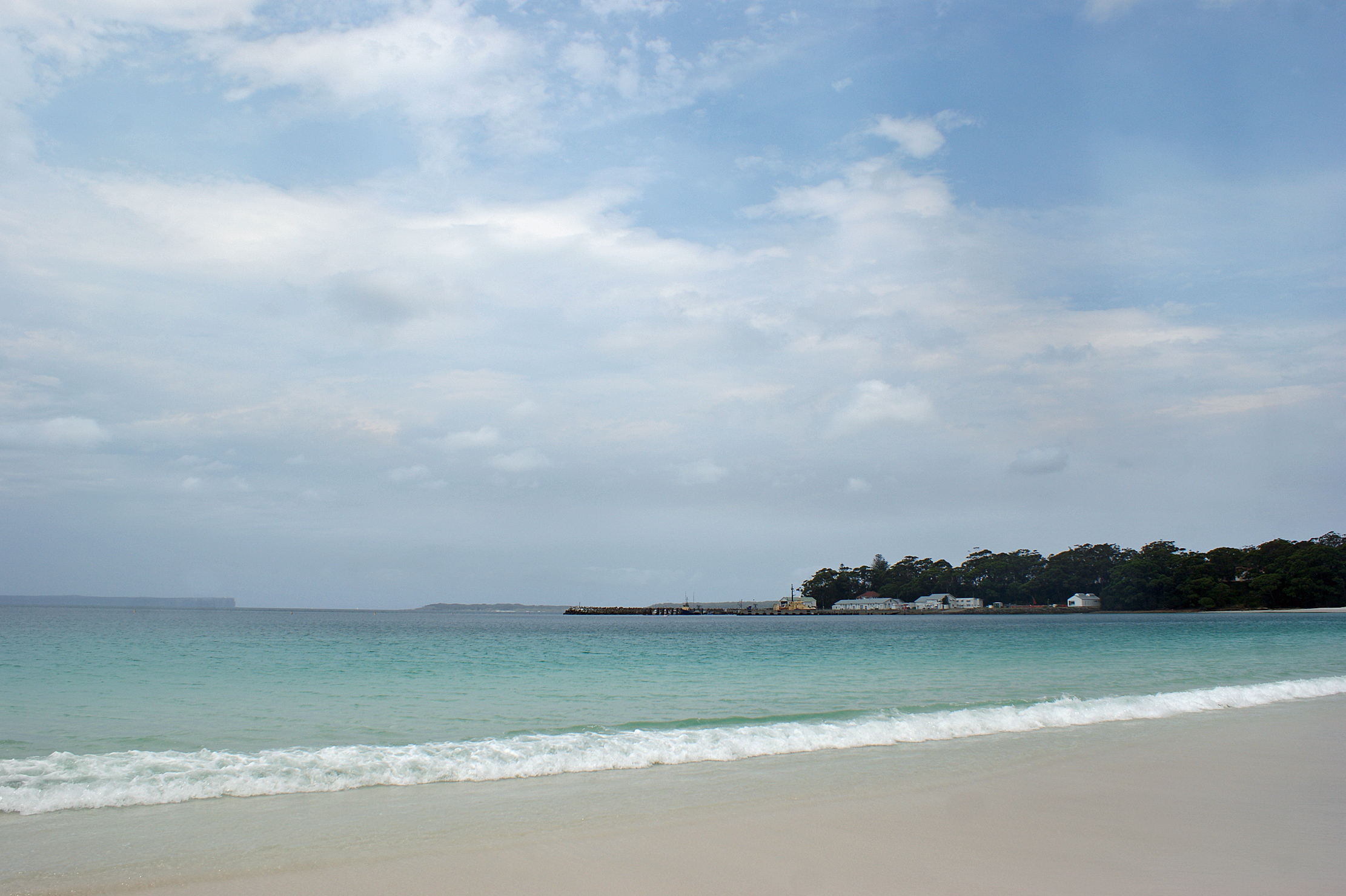
HMAS Cresswell/Jervis Bay Village, im Hintergrund die Beecroft Peninsula (links) und Bowen Island

Die Jervis Bay ist eine Bucht im Südosten Australiens. Die Bucht mit einer Fläche von 102 Quadratkilometern öffnet sich im Osten zur Tasmansee, einem Randmeer des Pazifiks. Der Westen und Norden der Bucht gehört zu New South Wales, während der Südküsten und ein Küstenstreifen nördlich des Ausgangs der Bucht zum Jervis Bay Territory gehören. 

## Landschaft
Die Jervis Bay ist ungefähr 200 Kilometer südlich von Sydney, der nächste größere Ort Nowra liegt in einer Entfernung von etwa 40 Kilometern. Im Süden liegt die Behwere Peninsula, die am Governors Head endet und den Großteil des Jervis Bay Territory bildet. Im Norden befindet sich die Beecroft Peninsula, die am Point Perpendicular endet, wo der Point-Perpendicular-Leuchtturm steht. Der 21 Meter hohe Leuchtturm wird von New South Wales verwaltet und ist eine Enklave im Jervis Bay Territory, zu dem ein Küstenstreifen im Süden der Halbinsel gehört. Ein großes Gebiet der Beecroft Peninsulta ist durch die Royal Australian Navy für Zielübungen ihrer Kriegsschiffe reserviert. Im Ausgang der Bucht befindet sich die Bowen Island. Nennenswerte Flüsse münden nicht in der Bucht.
An der Küste der Bucht liegen die Siedlungen Jervis Bay Village, Hyams Beach, Vincentia, Huskisson und Callala Beach. 
Im Südwesten der Bucht befindet sich ein Kriegshafen. Etwa zwei Kilometer südlich davon liegt der Militärflugplatz Jervis Bay Airport. Zum Hafen gehört auch die Kadettenschule HMAS Creswell der Royal Australian Navy befindet. 

## Geschichte
James Cook sah die Bucht als erster Europäer und nannte sie St George's Head, da er sie am St George's Day April 1770 sichtete. Den Point Perpendicular nannte er Long Nose. 1791 wurde die Bucht vom Leutnant Bowen Jervis Bay nach dem britischen Admiral John Jervis benannt. 1811 kam der Gouverneur von New South Wales Lachlan Macquarie in die Bucht und suchte den Südteil der Bucht und Bowen Island auf. Im Jahr 1822 wurden die dort lebenden Aborigines nach Wreck Bay umgesiedelt. Der erste Leuchtturm wurde in den 1860er Jahren gebaut; später musste er an einem besser geeigneten Platz neu erbaut werden. Im gleichen Zeitraum erfolgte die erste europäische Besiedlung. 1911 wählte das Australian Capital Territory den Captain Point als Standort für das Royal Australian Naval College und zum Kriegshafen aus. 1915 wurde das Gebiet offiziell zu einem Teilgebiet seines Staates.
Die im November 1940 versenkte HMS Jervis Bay war nach der Bucht benannt. Eine Fähre und eine Katamaran-Fähre der Royal Australian Navy, die heute als zivile HSC Condor Rapide im Ärmelkanal verkehrt, trugen den Namen HMAS Jervis Bay.
Im Südosten der Bucht am Murray Beach war das erste Kernkraftwerk Australiens geplant, das Kernkraftwerk Jervis Bay. Dieses Bauvorhaben wurde 1971 aufgegeben.
1986 wurden den in Wreck Bay lebenden Aborigines Landrechte nach dem Aboriginal Land Grant (Jervis Bay Territory) Act gewährt.

## Tourismus

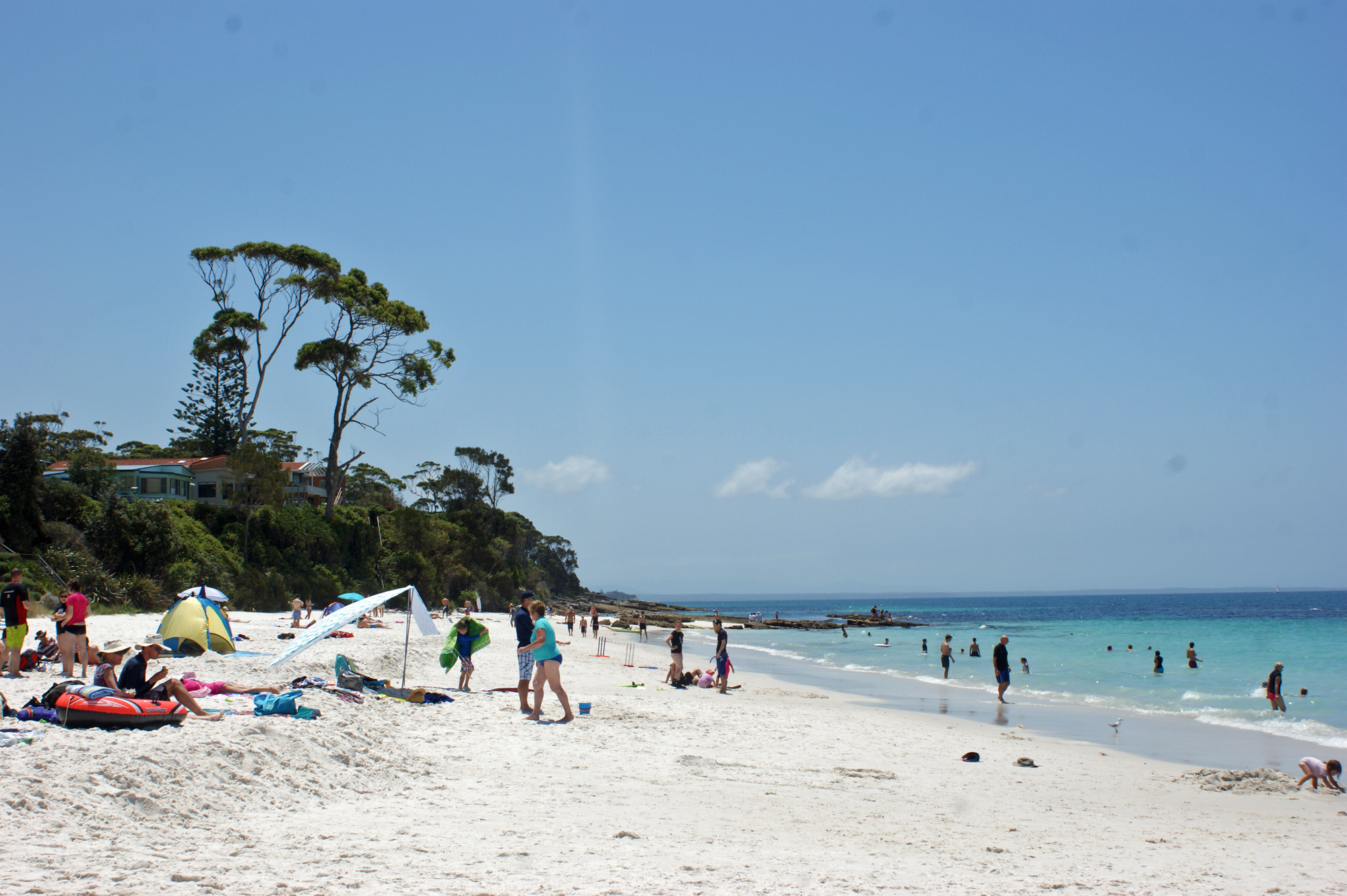
Strand on Hyams Beach

Das Wasser der Bucht ist mehrheitlich Bestandteil des Jervis-Bay-Marineparks. Weite Uferbereiche gehören zum Jervis-Bay-Nationalpark und zum Booderee-Nationalpark.
Die Orte entlang der Bucht sind alles Badeorte. Die Jervis Bay ist bekannt für klares, sauberes Wasser und sehr weiße Strände. Der Strand von Hyams Beach wird im Guinness-Buch der Rekorde als Strand mit dem weißesten Sand verzeichnet. Zu den angebotenen Touristenattraktionen zählen auch Fahrten, auf denen die in der Bucht verbreiteten Delfine und Großen Tümmler sowie zu gewissen Zeiten vorbeiziehende Buckelwale und Südkaper-Wale beobachtet werden können.